# MGM Networks
MGM Networks fue una subsidiaria de AMC Networks International. Tenían los intereses de AMC Networks en la televisión por cable, la televisión por satélite y otros canales y servicios de televisión de la marca MGM que llegaban a casi 120 países y territorios.
Estos incluyeron a MGM Channel, canal enfocado en películas de MGM, el canal de hogar y estilo de vida Casa Club TV y varios canales de películas de TV paga que se ejecutan en conjunto con otros estudios cinematográficos, en América Latina y Japón.

## Historia
En 1998, Liberty Media y MGM formaron una propiedad de 50% cada uno en MGM Channel en Latinoamérica.
El 21 de abril de 2008, después de que fracasaran las negociaciones entre Paramount Pictures, MGM y Lionsgate con Showtime sobre nuevos acuerdos de producción de películas, el trío de productoras formó una empresa conjunta, Studio 3 Partners, para iniciar un nuevo canal de películas premium, Epix. MGM y Weigel Broadcasting anunciaron la formación de This TV el 28 de julio de 2008, con un lanzamiento previsto para ese otoño. La red tenía una fecha formal de lanzamiento al aire del 1 de noviembre de 2008, El servicio de televisión Epix se lanzó oficialmente el 30 de octubre de 2009.
En 2011, MGM se unió a una nueva red multidifusión enfocada en afroamericanos llamada KIN TV, junto con Lee Gaither, un exejecutivo fundador de TV One, y Basil Street Media, una compañía de producción y consultoría. El papel de MGM no se definió, ya que TV News Check indicó solo a MGM de "comprar" y distribuir la red  mientras que Radio & Television Business Report indicó a KIN TV como una empresa conjunta entre las dos compañías. Originalmente, se planeó lanzar KIN en el verano de 2011. Algunas de las estaciones de TV Fox MyNetworkTV O&O, incluidas WWOR y KCOP, fueron programados a partir del 6 de diciembre de 2011 por Fox para transmitir KIN TV cuando se lanzaron.  Para diciembre de 2012, KIN TV se perdió varias fechas de lanzamiento y Gaither dejó KIN TV para ser nombrado vicepresidente ejecutivo y gerente general de Africa Channel , lo que puso en tela de juicio a la red.
En mayo de 2012, MGM vendió sus acciones minoritarias sin derecho a voto de LAPTV a Fox International Channels mientras firmaba un contrato a largo plazo por contenido con LAPTV. El 31 de julio de 2012, MGM vendió MGM Networks a Chellomedia, mientras conservaba sus canales de televisión en los Estados Unidos, Canadá (América del Norte), el Reino Unido y Alemania, así como sus territorios de empresas conjuntas en Brasil y Australia, para recaudar fondos para comprar Carl Icahny prepararse para una oferta pública inicial. Desde entonces, Chellomedia obtuvo la licencia de la marca y el contenido de MGM para continuar en los canales de MGM adquiridos.
En 2014, AMC Networks adquirió Chellomedia y pasó a llamarse AMC Networks International, como parte de su entrada en la radiodifusión internacional. Como resultado, en noviembre de 2014, AMC Networks International comenzó a cambiar el nombre de sus canales MGM en el mundo a AMC.

## Unidades
Canales en:
- Estados Unidos
- España
- Turkey
- Israel
- Benelux
- Poland
- India
- Sudeste de Asia
- EMEA
- Europa Central
- MGM EIN'S - Joint venture entre MGM Networks y EIN'S M&M (anteriormente con TAEWON Entertainment) se llamaba anteriormente como MGM Spectrum and MGM TAEWON.
- MGM Korea
- M2
- MGM Latin America
- MGM Channel
- Casa Club TV
- Ella[1]

## Unidades anteriores

### Filiales anteriores
- LAPTV (propiedad conjunta de 20th Century Fox y Paramount Pictures)[13]
- Cinecanal
- Film Zone
- Moviecity
- retenido por MGM[1]
- MGM HD
- Studio 3 Partners
- Epix[2]
- This TV
- MGM Channel
- Canadá
- Reino Unido
- Alemania

### Empresas Conjuntas
- Australia
- Telecine (Brasil; empresa conjunta con Globosat, 20th Century Fox, Paramount Pictures y Universal Pictures)